# 独山半叶趾虎
独山半叶趾虎（学名：Hemiphyllodactylus dushanensis）一种发现于中华人民共和国贵州省独山县的壁虎，隶属于壁虎科半叶趾虎属。其种加词“dushanensis”意为“贵州独山县的”。

## 分类地位
本种最初被作为云南半叶趾虎（Hemiphyllodactylus yunnanensis）的一个亚种发表。之后有学者通过基因研究，认为本种应为独立物种。

## 形态特征
正模标本雄性，全长80毫米。后足第3～5趾第五对趾下瓣大多达趾缘。

## 保护
本种于2023年被收录入《有重要生态、科学、社会价值的陆生野生动物名录》。